# Sartilly
Sartilly era una comuna francesa situada en el departamento de La Mancha, en la región de Normandía, que el 1 de enero de 2016 pasó a ser una comuna delegada de la comuna nueva de Sartilly-Baie-Bocage al unirse con las comunas de Angey, Champcey, La Rochelle-Normande y Montviron.
Tiene una población estimada, a inicios de 2020, de 1644 habitantes.

## Demografía
| Gráfica de evolución demográfica de Sartilly entre 1800 y 2020 |
|                                                                |

Los datos demográficos contemplados en este gráfico de la comuna de Sartilly se han cogido de 1800 a 1999 de la página francesa EHESS/Cassini, y los demás datos de la página del INSEE.